# Pselionema longiseta
Pselionema longiseta is een rondwormensoort uit de familie van de Ceramonematidae. De wetenschappelijke naam van de soort is voor het eerst geldig gepubliceerd in 1974 door Ward.